# Felice Casorati (peintre)
Pour les articles homonymes, voir Felice Casorati.
Felice Casorati né le 4 décembre 1883 à Novare et mort le 1er mars 1963 à Turin est un peintre italien.
Il est proche du mouvement du réalisme magique.

## Biographie
Felice Casorati est originaire d'une famille de mathématiciens et scientifiques de renommée. Son père était un officier de carrière et peintre amateur. Il passe son enfance à Milan, Reggio Emilia, Sassari, et enfin à Padoue, où il se consacre à l'étude de la musique avec une telle intensité qu'il est victime d'une dépression nerveuse à l'âge de 18 ans. Au cours d'une période de repos à Praglia sur les Colli Euganei, il commence à peindre, effectuer des travaux d'abord connu, un paysage près de Padoue en 1902.
En 1907, il est diplômé en droit de l'université de Padoue, en décidant cependant de se consacrer à sa carrière artistique. Portrait d'une dame, une image élégante de sa sœur Elvira, a été acceptée par le jury à la Biennale de Venise en 1907. Établi à Naples de 1908 à 1911, il y étudie le travail de Pieter Brueghel l'Ancien, dans la collection du musée Capodimonte.
Ses œuvres sont exposées aux Biennales de Venise 1909 et de 1910, où cette année-là il est très impressionné par la salle consacrée à Gustav Klimt. Le style symbolique et décoratif de la Sécession viennoise influence de manière décisive ses travaux ultérieurs. Entre 1911 et 1915, il vit à Vérone et avec d'autres artistes fonde, en 1914, le magazine La Voie Lactée, avec ses illustrations de style Art nouveau à la manière de Jan Toorop et Aubrey Beardsley.
Au cours des dernières années, il est proche des artistes de Ca' Pesaro, Arturo Martini, Gino Rossi, Umberto Moggioli (it), Pio Semeghini, dont l'orientation européenne lui présente les récents développements artistiques à Paris et Monaco.
En 1917, il s'établit à Turin et devient rapidement une figure centrale des milieux intellectuels locaux. Il ouvre une école de peinture pour jeunes artistes dans son atelier de la via Mazzini à Turin, loin de toute école académique.
En 1931, il épouse une de ses étudiantes, Daphné Maugham, une nièce de Somerset Maugham, qui a étudié la peinture à Paris et à Londres, et qui est entré dans son atelier de Turin en 1926.
En 1934 naît son fils Francesco, qui le suivra dans la carrière de peintre.

## Œuvres
- Ragazza sul tappeto rosso, 1912, Gand, musée des Beaux-Arts.
- Meriggio, 1923, Trieste, Museo Revoltella[2].
- Le Sorelle Pontormo, 1937, collection privée[3].
- Fanciulla, 1942, collection privée[3].

## Expositions
- Biennale de Venise de 1907, 1924, 1928 et 1938[4].
- Glaspalast, Munich, 1931[4].